# جون جيري
جون جيري (بالإنجليزية: John Jerry)‏ (و. 1986  م) هو لاعب كرة قدم أمريكية، من الولايات المتحدة، ولد في ممفيس، تينيسي، يلعب كحارس ‏.

## التعليم
تعلم في South Panola School District ‏.